# داني ليرنر
داني ليرنر (بالإنجليزية: Danny Lerner)(بالعبرية:דני לרנר) هو مخرج وكاتب سيناريو ومنتج أفلام إسرائيلي ولد سنة 1952 في حيفا وتوفي بتاريخ 6 مارس 2015 سيمي فالي وهو أخ آفي ليرنر الأصغر.

## وصلات خارجية
- داني ليرنر على موقع IMDb (الإنجليزية)
- داني ليرنر على موقع ألو سيني (الفرنسية)
- داني ليرنر على موقع أول موفي (الإنجليزية)
- داني ليرنر على موقع قاعدة بيانات الأفلام السويدية (السويدية)
- داني ليرنر على موقع قاعدة بيانات الفيلم (الإنجليزية)
- داني ليرنر على موقع كينوبويسك (الروسية)

صفحته على IMDb